# Nadbai
Nadbai là một thành phố và khu đô thị của quận Bharatpur thuộc bang Rajasthan, Ấn Độ.

## Địa lý
Nadbai có vị trí 27°14′B 77°12′Đ / 27,23°B 77,2°Đ Nó có độ cao trung bình là 205 mét (672 feet).

## Nhân khẩu
Theo điều tra dân số năm 2001 của Ấn Độ, Nadbai có dân số 21.644 người. Phái nam chiếm 54% tổng số dân và phái nữ chiếm 46%. Nadbai có tỷ lệ 64% biết đọc biết viết, cao hơn tỷ lệ trung bình toàn quốc là 59,5%: tỷ lệ cho phái nam là 75%, và tỷ lệ cho phái nữ là 53%. Tại Nadbai, 15% dân số nhỏ hơn 6 tuổi.